# 维尔廷根
维尔廷根是德国莱茵兰-普法尔茨州的一个市镇。总面积16.01平方公里，总人口1431人，其中男性718人，女性713人（2011年12月31日），人口密度89人/平方公里。